# Sung Chan-gyeong
Sung Chan-gyeong (Hangul: 성찬경) fue un poeta surcoreano.

## Biografía
Sung Chan-gyeong nació el 1 de marzo de 1940 en Yesan, provincia de Chungcheong del Sur, Corea. Fue a la Universidad Nacional de Seúl, donde se licenció de Literatura Inglesa. Trabajó como miembro del club literario de la década de 1960 Sahwajip (junto con Park Hee-Jin, Park Jaesam, Park Seongryong, Lee Seonggyo, Lee Changdae y Kang Wiseok) y el club de lectura de poesía Kionggan. Trabajó como profesor de inglés en la Universidad Sungkyunkwan.
Falleció el 26 de febrero de 2013.

## Obra
Debutó con el poema «Miyeol» en la revista Arte literario (Munhak yesul) en 1936, seguido de «Nadie a mí», «Monólogo de Da Vinci» (Davinchiui dokbaek) y «La abuela Samsin» (Samsin Halmeoni). Su primer poemario se tituló Fuga del condenado al fuego (Hwahyeong dunjugok, 1966) y desde entonces también ha publicado Oda a los insectos (Beollesorisong, 1970), Canción para el tiempo (Siganeum, 1982), Los ojos del alma y los ojos del cuerpo (Yeonghonui Nun Yukcheui Nun, 1986), El verde encantado (Hwangholhan Cholokbitt, 1989) y Un tributo al pino (Sonamureul Girim, 1991).
Es un poeta modernista en el sentido verdadero de la palabra. Un maestro de la metáfora, sus poemas están llenos de experimentación modernista tanto en la técnica como en el contenido. Sus influencias son los poetas románticos británicos como D.M. Thomas, además de los poetas de la escuela metafísica.
En sus poemas, que en general tienen temas abstractos e ideas como la poesía coreana de los años cincuenta y sesenta, emplea con asiduidad la metáfora. En su famoso poema «El tornillo» (Nasa), emplea el tornillo como metáfora de un alma perdida o una civilización antigua, como una palabra fuera de contexto que debe reconciliarse con algún tipo de orden orgánico. Estas metáforas, cruciales en su obra, van más allá del modo corriente de comparación y manifiestan su orientación esencial, como se expresa en el poema «Amo las metáforas» (Eunyureul saranghanda).
A menudo se considera que su poesía es difícil por su estilo de escritura y el uso de imágenes poco familiares. Sin embargo, su expresión única del lenguaje no es imposible de apreciar y no tiene por qué evitarse: el imaginativo uso que da a términos científicos, como «ion», «electrónica», «aurora», etc. y el uso del coreano antiguo, las palabras en inglés e híbridos de coreano y chino puede ser sorprendente e intrigante y, sobre todo, le garantiza una total originalidad.

## Obras en coreano (lista parcial)
Poemarios
- Fuga del condenado al fuego (Hwahyeong dunjugok, 1966)
- Oda a los insectos (Beollesorisong, 1970)
- Canción para el tiempo (Siganeum, 1982)
- Los ojos del alma y los ojos del cuerpo (Yeonghonui Nun Yukcheui Nun, 1986)
- El verde encantado (Hwangholhan Cholokbitt, 1989)
- Un tributo al pino (Sonamureul Girim,

## Premios
- 1º premio de la Asociación Coreana de Poetas, 1979
- 5º Premio de Poesía Contemporánea, 1985
- 2º premio de Literatura Light and Save, 1991.